# Juncus sphaerocarpus
Juncus sphaerocarpus là một loài thực vật có hoa trong họ Juncaceae. Loài này được Nees mô tả khoa học đầu tiên năm 1818.